# Beloften Jupiler Pro League
De Beloften Jupiler Pro League is de hoogste voetbalcompetitie in België voor schaduwelftallen van Belgische voetbalclubs.
De competitie staat onder toezicht van de KBVB. Het was de bedoeling om vanaf het seizoen 2013/2014 deze formule te stoppen en de beloftenteams van de eersteklassers in de derde of vierde klasse te laten spelen. Op 4 april 2013 werd er echter meegedeeld door de Pro League dat dit voor onbepaalde tijd uitgesteld werd wegens organisatorische redenen.

## Kampioenen
- 2008 KRC Genk Beloften
- 2009 KRC Genk Beloften
- 2010 RSC Anderlecht Beloften
- 2011 Standard Luik Beloften
- 2012 RSC Anderlecht Beloften
- 2013 RSC Anderlecht Beloften
- 2014 Club Brugge Beloften
- 2015 K Lierse SK Beloften

## Beker van België Beloften Pro League
- 2014 Club Brugge (winst tegen AA Gent)
- 2015 Club Brugge (winst tegen KAS Eupen)